# Thaumatoptila verrucosa
Thaumatoptila verrucosa es una especie de polilla de la familia Tortricidae. Se encuentra en Sumba en el este de Indonesia.